# أوتو نيرز
أوتو نيرز (بالألمانية: Otto Nerz)‏ (21 أكتوبر 1892 – 19 أبريل 1949) لاعب ومدرب كرة قدم ألماني راحل كان يجيد اللعب في خط الوسط.
لعب طوال مسيرته الرياضية في أندية هيتشينغين (؟؟؟؟-1910) مانهايم (1910-1919) بوروسيا برلين (1919-1924).
تولى تدريب نادي بوروسيا برلين (1924-1926) منتخب ألمانيا (1926-1936).
قاد تدريب منتخب ألمانيا في بطولة كأس العالم 1934 في إيطاليا حيث احتل المركز الثالث.

## وصلات خارجية
- أوتو نيرز على موقع الاتحاد الدولي (مؤرشف)  (الإنجليزية)
- أوتو نيرز على موقع قاعدة بيانات كرة القدم.إي يو (الإنجليزية)
- أوتو نيرز على موقع عالم كرة القدم.نت (الإنجليزية)
- أوتو نيرز على موقع أوليمبيديا (الإنجليزية)
- سيرة ذاتية[وصلة مكسورة]